# Alexei Alexejewitsch German

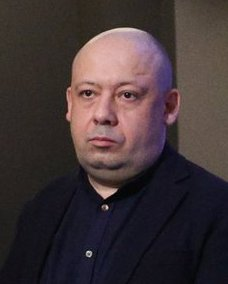
Alexei German (2024)

Alexei Alexejewitsch German (russisch Алексей Алексеевич Герман, wiss. Transliteration Aleksej Alekseevič German; * 4. September 1976 in Leningrad, Sowjetunion) ist ein russischer Filmregisseur und Drehbuchautor. Da sein Vater Alexei Jurjewitsch German (1938–2013) ebenfalls Filmregisseur und Drehbuchautor war, wird er auch Alexei German jr. genannt, um Verwechslungen vorzubeugen. Seine Filme gewannen mehrere Auszeichnungen, darunter Silberne Bären.

## Herkunft und Werdegang
Alexei Alexejewitsch German wurde am 4. September 1976 als Sohn des Regisseurs Alexei Jurjewitsch German und der Drehbuchautorin Swetlana Karmalita geboren. Sein Großvater väterlicherseits ist der russische Autor und Filmemacher baltendeutscher Herkunft Juri German.
German jr. studierte am Gerassimow-Institut für Kinematographie (WGIK) in Moskau.
Seine ersten Kurzfilme wurden auf mehreren Festivals ausgezeichnet. 2003 folgte sein Spielfilmdebüt Posledni Poesd (The Last Train), das zu den Internationalen Filmfestspielen von Venedig eingeladen wurde. 2008 erhielt German jr. in Venedig den Silbernen Löwen für den Spielfilm Paper Soldier. Bei seinem jüngsten Film Pod elektritscheskimi oblakami (Under Electric Clouds) arbeitete er wie bereits in Paper Soldier mit den Schauspielern Merab Ninidze und Chulpan Khamatova. Pod elektritscheskimi oblakami bekam zur 65. Berlinale einen Silbernen Bären für herausragende künstlere Leistungen in der Kategorie Kamera. Hinter der Kamera standen Evgeniy Privin und Sergey Mikhalchuk.

## Filmografie
- 1998: Snamja (Banner); Kurzfilm
- 1999: Bolschoje Osenneje Pole (Big Autumn Field)
- 2001: Duratschki (Fools); Kurzfilm
- 2003: Posledni poesd (The Last Train)
- 2005: Garpastum
- 2008: Bumaschny soldat (Paper Soldier)
- 2009: Korotkoe samykanije (Segment "Kim")
- 2011: From Tokyo; Kurzfilm
- 2013: Venice 70: Future Reloaded; Dokumentarfilm
- 2015: Pod elektritcheskimi oblakami (Under Electric Clouds)
- 2018: Dowlatow

## Auszeichnungen (Auswahl)
- 2006: Nika in der Kategorie Beste Regie für Garpastum
- 2008: Silberner Löwe bei den Filmfestspielen in Venedig für Paper Soldier in der Kategorie Beste Regie[3]
- 2009: Nika in der Kategorie Beste Regie für Paper Soldier
- 2015: Silberner Bär für die Beste Kamera bei der Berlinale 2015 für Pod elektritscheskimi oblakami[4]
- 2018: Silberner Bär für Kostüme und Szenenbild bei der Berlinale 2018 für Dowlatow